# Verwaltungsgemeinschaft (Sachsen-Anhalt)
Die Verwaltungsgemeinschaft war in Sachsen-Anhalt eine bis Ende 2013 bestehende Form der interkommunalen Kooperation von Gemeinden, die als Körperschaft des öffentlichen Rechts mit Dienstherrnfähigkeit organisiert war. Sie entstand im Normalfall durch öffentlich-rechtliche Vereinbarung, konnte in Sonderfällen aber auch durch Zuordnung des Innenministeriums entstehen.

## Geschichte
Die Schaffung von Verwaltungsgemeinschaften wurde im § 31 des im Mai 1990 verabschiedeten Gesetz über die Selbstverwaltung der Gemeinden und Landkreise in der DDR (Kommunalverfassung) vorgesehen und wurde im Rahmen der Deutschen Wiedervereinigung im Oktober 1990 Recht des Landes Sachsen-Anhalt. Dieses Übergangsrecht wurde mit dem Gesetz über kommunale Gemeinschaftsarbeit des Landes Sachsen-Anhalt vom 9. Oktober 1992 umfassend neu geregelt.
Im Rahmen der Gemeindegebietsreform in Sachsen-Anhalt 2004/2005 wurde die Mindesteinwohnerzahl für Verwaltungsgemeinschaften von 5.000 auf 10.000 Einwohner erhöht.
Die Verwaltungsgemeinschaften wurden aufgrund des Gesetzes über die Grundsätze der Neugliederung der Gemeinden im Land Sachsen-Anhalt von 2008 in den Jahren 2009–2011 entweder in Einheitsgemeinden oder Verbandsgemeinden umgewandelt. Die Verwaltungsgemeinschaft Gernrode/Harz klagte gegen die Auflösung, woraufhin das Landesverfassungsgericht Sachsen-Anhalt die Auflösung zum 1. Januar 2011 im Februar 2013 für ungültig erklärte. Zum Jahresende 2013 erfolgte dann aber auch die Auflösung dieser letzten Verwaltungsgemeinschaft.

## Struktur
Alle Mitgliedsgemeinden einer Verwaltungsgemeinschaft mussten zu einem Landkreis gehören. Wenn dies zum Zeitpunkt der Entstehung nicht der Fall war, mussten sich die Mitgliedsgemeinden für einen gemeinsamen zukünftigen Landkreis entscheiden. Die Verwaltung der Verwaltungsgemeinschaft wurde durch ein gemeinsames Verwaltungsamt als dienstleistende Behörde erledigt. Eine Mitgliedsgemeinde  – in der Regel die mit den meisten Einwohnern – konnte optional als Trägergemeinde das gemeinsame Verwaltungsamt  wahrnehmen.
Organe der Verwaltungsgemeinschaft waren der Gemeinschaftsausschuss und der Leiter des gemeinsamen Verwaltungsamtes. Bei Trägergemeinden besaß der Bürgermeister der Trägergemeinde die Rechte und Pflichten eines Leiters des gemeinsamen Verwaltungsamtes und war somit auch Organ der Verwaltungsgemeinschaft.
Der Gemeinschaftsausschuss setzte sich aus den Vertretern der Mitgliedsgemeinden (in der Regel ehrenamtliche Bürgermeister) zusammen. Die Kompetenzverteilung zwischen den Organen wurde durch die Gemeindeordnung geregelt.
Der Leiter des gemeinsamen Verwaltungsamtes war gesetzlicher Vertreter der Verwaltungsgemeinschaft. Er führte die Geschäfte der laufenden Verwaltung und entschied in den Angelegenheiten, die ihm durch die Verwaltungsvereinbarung bzw. Beschluss des Gemeinschaftsausschusses zugewiesen waren. Er führte die Aufgaben des übertragenen Wirkungskreises sowie die sonstigen Maßnahmen auf dem Gebiet der Gefahrenabwehr aus.

## Aufgaben
Die Verwaltungsgemeinschaft erfüllte die Aufgaben des übertragenen Wirkungskreises der Mitgliedsgemeinden in eigenem Namen. Aufgaben des eigenen Wirkungskreises der Gemeinden wurden durch die Verwaltungsgemeinschaft für diese besorgt, konnten dieser aber auch zur Erfüllung in eigenem Namen übertragen werden.